# Zenitna urna frekvenca
Zenitna urna frekvenca (kratica ZHR, iz angleščine Zenithal Hourly Rate) je merilo za število meteorjev v meteorskem roju, ki bi ga opazovalec videl v eni uri na temnem in jasnem nebu, če bi bil radiant v nadglavišču. Zenitno urno frekvenco izračunamo po obrazcu:
{\displaystyle ZHR\approx {\frac {N\cdot r^{6,5-m_{gr}}}{t\cdot \sin h}}\!\,,}
kjer je
N število meteorjev v opazovanem meteorskem roju, ki smo jih opazili v času opazovanja.
r populacijski indeks meteorjev. Vrednost, ki opisuje porazdelitev meteorjev po svetlosti. Za vsak meteorski roj je drugačna (primer: za Perzeide je ta vrednost 2,6)
{\displaystyle m_{gr}} mejni navidezni sij s prostim očesom še vidnih meteorjev v času opazovanja (6,5 je mejni sij v idealnih pogojih)
t čas opazovanja v urah
h višina radianta nad obzorjem v sredini časa opazovanja
Vrednost, ki jo dobimo, lahko še popravimo s faktorjem, ki upošteva zmanjšanje vidnega polja pri opazovanju. To se običajno zgodi zaradi oblakov na nebu. Velikost korekcijskega faktorja dobimo na naslednji način:
{\displaystyle F={\cfrac {1}{1-k}}\!\,,}
kjer je k procent zakritega dela neba.